# David Lindsay-Abaire
David Lindsay-Abaire (Boston, 30 novembre 1969) è un drammaturgo e sceneggiatore statunitense, autore della celebre pièce Fuddy Meers.
Nel 2007 ha ricevuto il Premio Pulitzer per il teatro per il suo dramma La tana del bianconiglio. Inoltre per il suo lavoro come drammaturgo, paroliere e librettista a Broadway ha ricevuto due Tony Award e altre quattro candidature.
Nel 2008 viene ingaggiato per scrivere la sceneggiatura del quarto capitolo della saga su Spider-Man di Sam Raimi, ma venne tolto dall'incarico.
Ha collaborato alla stesura di alcuni film, tra cui Robots (2005), Inkheart - La leggenda di cuore d'inchiostro (2008), Rabbit Hole (2010), trasposizione della sopracitata La tana del bianconiglio, Le 5 Leggende (2012) e Il Grande e Potente Oz (2013).